# Kransberg (Adelsgeschlecht)

Das Ortswappen von Kransberg leitet sich vom Wappen der Herren von Kransberg ab.

Die Herren von Kransberg (auch Cransberg, Cransperg, Cranichsberg) waren eine Adelsfamilie, die sich nach der Burg Kransberg und dem heutigen Ort Kransberg benannte. Ihr Besitz lag vorwiegend im Taunus im Gebiet der Stadt Usingen und der westlichen Wetterau.

## Geschichte
Der erste Namensträger war Eberwin von Kransberg, der 1220/22 als einer der ersten Burggrafen der Reichsburg Friedberg erscheint. 1227/28 ist er Reichsschultheiß von Frankfurt am Main, wobei beide Ämter in dieser frühen Zeit oft parallel von Wetterauer Niederadligen ausgeübt wurden. Wahrscheinlich sein gleichnamiger Sohn Eberwin (II., genannt Cranech von Cranechesberg) übte das Amt des Burggrafen um 1249/50 aus. Dieser übergab 1252 dem Kloster Arnsburg seine Güter zu Eberstadt, die er als Lehen seiner Vettern Gottfried und Gerhard von Eppstein besaß.
Eberwin (Erwin) III. Cranich von Cranechsberg, genannt der Jüngere, ist ebenfalls als Reichsschultheiß von Frankfurt (1298) und Friedberger Burggraf (1302) belegt. Er scheint der letzte männliche Vertreter des Geschlechtes gewesen zu sein. 1310 verkaufte er seine Besitzungen an Philipp IV. von Falkenstein. Die Herrschaft Cransberg wurde nun Teil der Grafschaft Königstein, die über die Königsteiner Linie der Herren von Eppstein, die Grafschaft Stolberg-Gedern und das Erzbistum Mainz in der Mitte des 17. Jahrhunderts an die Waldbott von Bassenheim gelangte, bei denen sie bis 1806 verblieb.
Als nahe Verwandte der Herren von Kransberg gelten die Löw von Steinfurth, mit denen sie das Wappen gemeinsam haben. Als weiteres Indiz dazu gilt früher Besitz der Löw von Steinfurth in Kransberg sowie der gemeinsame Leitname Erwin.

## Wappen
Ein silberner Kranich mit erhobenen Flügeln, dessen rechter Fuß gehoben ist, auf blauem Grund.

## Namensträger
- Eberwin von Kransberg, Friedberger Burggraf 1220 bis um 1222, Reichsschultheiß von Frankfurt 1227/28
- Eberwin II. von Kransberg, Friedberger Burggraf um 1249/50
- Eberwin III. (der Jüngere) von Kransberg, Reichsschultheiß von Frankfurt um 1298, Friedberger Burggraf um 1302